# Eurovisão: Europe Shine A Light
O Eurovisão: Europe Shine a Light foi um programa de televisão em direto, organizado pela União Europeia de Radiodifusão (UER) e produzido pelas emissoras holandesas AVROTROS, NOS e NPO. Substituiu o Festival Eurovisão da Canção 2020, que estava planeado para ser realizado em Roterdão, Países Baixos, mas foi cancelado devido à pandemia de COVID-19.
O concerto foi transmitido em direto de Hilversum, Países Baixos, em 16 de maio de 2020 e durou aproximadamente duas horas. Foi apresentado por Chantal Janzen, Edsilia Rombley e Jan Smit, que haviam sido escolhidos para apresentar o Festival Eurovisão da Canção 2020 antes do seu cancelamento.

## Circunstâncias
Como o Festival Eurovisão da Canção 2020 não pôde acontecer devido ao surto da doença coronavírus de 2019 (COVID-19) na Europa, a UER decidiu organizar 'Eurovisão: Europe Shine a Light' como alternativa. O nome foi inspirado na música "Love Shine a Light" de Katrina and the Waves, que venceu o Festival Eurovisão da Canção 1997. Esta foi a quarta vez que a UER organizou um espetáculo especial no formato Eurovisão, após os espetáculos dos 25° , 50º e 60º aniversários. Como os espetáculos do 25º e 60º aniversário, este foi um espetáculo não competitivo.
O evento também foi produzido pelas emissoras holandesas que iriam produzir o espetáculo, AVROTROS, NOS e NPO na data do que seria a final do Festival Eurovisão da Canção 2020, em 16 de maio de 2020.

## Formato

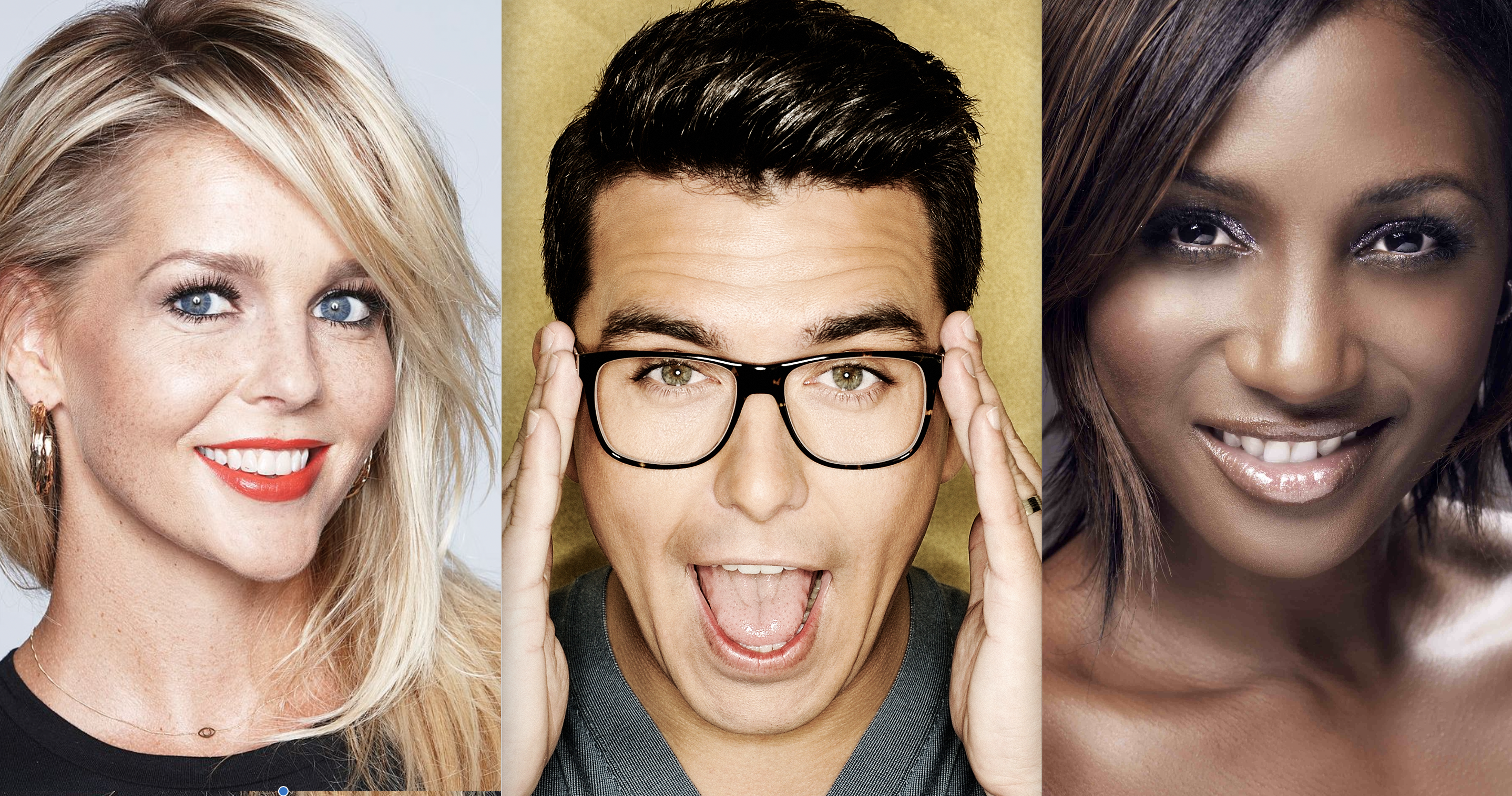
Os apresentadores do programa Chantal Janzen, Jan Smit e Edsilia Rombley.

Durante o programa, todas as 41 músicas escolhidas para participar no Festival Eurovisão da Canção 2020 foram homenageadas num formato não competitivo. Participantes do passado foram convidados a fazer uma aparição. Johnny Logan, os anfitriões e fãs do Eurovisão que enviaram clipes para a ocasião cantaram "What's Another Year" de Johnny Logan, que ganhou o Festival Eurovisão da Canção 1980 em Haia. No fim do espetáculo, todos os artistas (exceto Hooverphonic, representante da Bélgica) executaram "Love Shine a Light" dos seus respetivos países de origem com uma participação de Katrina Leskanich do Katrina and the Waves.

### Local
A 1 de abril de 2020, Hilversum foi confirmada como a cidade sede do evento e o Studio 21 no Media Park foi confirmado como o local do espetáculo. Esta será a segunda vez que Hilversum sediará um evento da Eurovisão, depois de sediar o Festival Eurovisão da Canção 1958.

### Apresentadores
O espetáculo foi apresentado pelos apresentadores holandeses Chantal Janzen (representante de 1998) e Edsilia Rombley (representante de 2007) e Jan Smit. A vlogger de beleza Nikkie de Jager apresentou o conteúdo online do evento. Os mesmos deveriam ter sido os apresentadores do Festival Eurovisão da Canção 2020.

## Transmissão e comentadores
Os seguintes países transmitiram o evento em direto:
| País          | Estação            | Canais              | Comentador(res)                    | Ref.          |
| ------------- | ------------------ | ------------------- | ---------------------------------- | ------------- |
| Alemanha      | ARD                | Das Erste           | -                                  | [ 8 ]         |
| Áustria       | ORF                | ORF1                | -                                  | [ 9 ]         |
| Bielorrússia  | BTRC               | Bielorrússia 1      | -                                  | [ 10 ]        |
| Bélgica       | VRT                | Eén                 | Peter Van de Veire                 | [ 11 ]        |
| Bulgária      | BNT                | BNT 1               | -                                  | [ 12 ]        |
| Dinamarca     | DR                 | DR1                 | -                                  | [ 13 ]        |
| Eslovénia     | RTVSLO             | -                   | -                                  | [ 14 ]        |
| Espanha       | RTVE               | La 1                | -                                  | [ 15 ]        |
| Estónia       | ERR                | ETV                 | -                                  | [ 16 ]        |
| Finlândia     | Yle                | Yle TV2, Yle Areena | -                                  | [ 17 ]        |
| França        | France Télévisions | France 2            | Flavio Insinna e Federico Russo    | [ 18 ]        |
| Itália        | RAI                | Rai 1               | Gino Castaldo it, Ema Stokholma it | [ 19 ]        |
| Itália        | RAI                | Rai Radio 2         | -                                  | [ 19 ]        |
| Países Baixos | AVROTROS           | NPO 1               | Cornald Maas                       | [ 20 ]        |
| Portugal      | RTP                | RTP1                | -                                  | [ 21 ]        |
| Chéquia       | ČT                 | ČT art              | -                                  | [ 22 ]        |
| Suécia        | SVT                | SVT1, SVT Play      |                                    | [ 23 ]        |
| Suíça         | SRF                | SRF                 | -                                  | [ 24 ] [ 25 ] |
| Suíça         | SRF                | RSI                 | -                                  | [ 24 ] [ 25 ] |
| Ucrânia       | UA:PBC             | UA:Pershyi          | -                                  | [ 26 ]        |